# Pokémon Sword i Pokémon Shield
Pokémon Sword (Pokémon Espasa) i Pokémon Shield (Pokémon Escut) (ポケットモンスター ソード そして シールド, Poketto Monsutā Sōdo & Shīrudo?, lit. "Pocket Monsters Sword i Shield") són dos versions d'un mateix videojoc RPG de la sèrie Pokémon de la companyia japonesa Nintendo per a la vídeoconsola Nintendo Switch. Està desenvolupat per Game Freak i dissenyat per Satoshi Tajiri.
Es tracta de les primeres versions pertenaixents a la Vuitena Generació de la saga.

## Novetats
Aquí es mostren les novetats que porten aquests jocs.

### La nova regió de Galar
És la nova regió en la qual transcorre la història dels nostres personatges i els nous fets (està basada en Anglaterra, part del Regne Unit).

### Pokémon nous
Un dels trets imprescindibles d'una nova generació és l'aparició de noves espècies de Pokémon. A Pokémon Sword i Shield s'hi poden trobar fins a 81 noves criatures.

#### Evolució dels Pokémon antics
De la mateixa manera que en edicions anteriors algun dels Pokémon ja coneguts aconsegueixen una evolució com per exemple: Sirfetch'd (que és l'evolució i forma regional de Farfetch'd; s'aconsegueix després de participar en nombrosos combats).

#### Formes regionals
Igual que en els jocs principals de l'anterior generació s'inclouen formes dels Pokémon coneguts d'altres edicions com per exemple: Zigzagoon i la seva evolució Linoone (a més, obtenen una nova evolució Obstagoon).

#### Evolució dels Pokémon antics
Com en altres edicions hi ha alguns Pokémon amb més d'una forma com és amb el cas de Morpeko (que està basat en un conill porquí) que té dues formes la saciada i la voraç.

#### Pokémon llegendaris
De moment, només coneixem les mascotes de cada videojoc: Zacian (d'Espasa) i Zamazenta (d'Escut).

### Nous personatges
- Victor: és el personatge principal masculí.
- Gloria: és el personatge principal femení.
- Paul: és un dels nostres rivals i germà petit de Lionel. el que no te cura els pokemon
- Berto: és un dels nostres rivals.
- Roxy: és una de les nostres rivals. Posseeix uns fans que van inventar el conegut Team Yell que l'animen i que li volen falicitar la seva victòria per ser campiona.
- Profesora Magnòlia: és la professora de la regió de Galar.
- Lionel: és el campió de la regió de Galar.
- Sonia: és l'ajudant de la professora Magnòlia.
- Team Yell: són un grup d'homes i dones que animen a Roxy en els seus combats i que es van proposar boicotejar als aspirants perquè guanyi el títol de campiona Pokémon.

### Tornada i canvis en els gimnasos
Els gimnasos tornaran a aparèixer en aquest videojoc. En un segon tràiler coneixem al primer líder de Gimnàs. Amb el retorn dels gimnasos també s'ha afegit la dinamaximizació. Per altra banda, per als ciutadans de Galar, els combats són una diversió i per això que van espectadors i fans a veure els combats.

### Canvis en les batalles
- Dinamaximizació: és una transformació temporal que afecta Pokémon que es van introduir en la Generació VIII. Els entrenadors que obtenen una Banda Dynamax poden Dynamax als seus Pokémon.
- Giganmax: és un tipus especial de Dynamax introduït en la Generació VIII. Igual que altres dinamaximizació, giganmax augmenta dràsticament la mida d'un Pokémon i augmenta les seves estadístiques en la batalla. Només certes espècies de Pokémon poden aconseguir el Gigantamax, i quan ho fan, la seva aparença canvia significativament, a diferència de la dinamaximizació regular.

### Captura d'exemple
Sempre s'havia estat oficial observar la demostració de com es captura un Pokémon, encara que no fossis un jugador inexpert, per primera vegada per als experts (i la restaque no els agradava) poden suprimir aquesta escena.

## Diferències entre les dues versions
Com en les anteriors edicions hi ha personatges, Pokémons i llocs exclusius de cada edició. A més, en aquests jocs s'ha afegit que alguns gimnasos són diferents i en seu l'element a utilitzar també (com el de la Judith que fa us del element de la lluita i l'Alistair que fa us dels Pokémon fantasmes).

## Sortides
Igual que amb la sisena i la setena generació, el joc sortirà el mateix día, 15 de novembre, en els quatre continents (Amèrica, Àsia, Europa i Oceania)
- Sortida al Japó: 15 de novembre de 2019.
- Sortida a Amèrica: 15 de novembre de 2019.
- Sortida a Austràlia: 15 de novembre de 2019.
- Sortida a Europa: 15 de novembre de 2019.

## Recepció
Prèviament al seu llançament, Pokémon Sword i Shield van ser fortament criticats per un sector de l'audiència per la decisió de Game Freak de no incloure dins el joc la totalitat dels Pokémon de generacions prèvies, deixant-ne fora aproximadament la meitat. Tot i les crítiques, la companyia no va rectificar la seva decisió.
Amb 6 milions de còpies venudes durant la seva primera setmana al mercat, van trencar el rècord absolut de vendes d'un videojoc de Nintendo Switch en el mateix periode de temps, que estava en poder de Super Smash Bros. Ultimate amb 5 milions.

## Curiositats
- La regió està inspirada en els paisatges d'Anglaterra.
- És la segona regió inspirada en un país europeu després de Kalos, que està basada en França.
- A partir d'aquest videojoc, els líders de gimnàs seran anomenats mestres de gimnàs.
- Aquest és el primer llançament original d'un joc de la línia principal de Pokémon en una consola domèstica, ja que Nintendo Switch és un híbrid entre consoles domèstiques i portàtils.
- La informació sobre aquests jocs de la línia principal es van revelar el 27 de febrer de 2019, també conegut com el Dia de Pokémon a tot el món, ja que va ser la data en què els primers jocs de Pokémon van arribar a les botigues el 1996.
- Pokémon Espasa i Escut seran els primers jocs de Pokémon que es llançaran en el període Reiwa.
- És la segona generació (després de l'anterior a aquesta) amb afegir Pokémon regionals.